# Mezdra (huyện)
Mezdra là một huyện thuộc tỉnh Vratsa, Bungaria. Dân số thời điểm năm 2001 là 25879 người.